# アガレガ諸島
アガレガ諸島 （アガレガしょとう、Agalega Islands） とは、インド洋のモーリシャス属領である。

## 概要

アガレガ諸島の位置

珊瑚と砂で出来た北島と南島からなる島々である。モーリシャス島の北950km、東経56度55分、南緯10度40分にある。北島と南島は約10km離れており、砂浜で繁っている。
2015年の人口は274人、面積は70km2、人口密度は3.9人/km2。
首府はヴァン・サンク。

## 歴史
古くはフェニキア人やマレー人がアガレガへ往来していたが、1512年ポルトガル人の船員ペドロ・マスカレンハスが再発見した。

## 経済
ココナッツ生産が島唯一の産業である。